# تفجير حافلة إيجد 405
تفجير حافلة إيجد 405 ويُعرف كذلك باسم تفجير الحافلة 405 (خط تل أبيب–القدس) هو هجوم حصلَ في 6 تموز/يوليو 1989. نفّذَ الهجوم الشاب عبد الهادي غانم وهو أحد أعضاء حركة الجهاد الإسلامي الفلسطينية. حصل الهجوم على الحافلة رقم 405 التابعة لشركة إيجد وذلك في الطريق السريع الأول من تل أبيب إلى القدس. كان الهجوم فريدًا من نوعه ولم يستدعِ العمل الكثير حيث قام غانم بالقفز اتجاه عجلة قيادة الحافلة ثم وجّهها قبالة منحدر حاد في منطقة إفجيج. قُتل خلال هذا الهجوم 16 راكبًا بما في ذلك اثنين كنديان وأمريكي واحد فيما أُصيب 27 آخرين بجروح متفاوتة الخطورة. لقي الحادث تغطية إعلامية واسعة باعتباره هجومًا فريدًا من نوعه هذا فضلا عن نجاة المُهاجِم.

## الهجوم
في السادس من تموز/يوليو 1989؛ انطلقَ سائق حافلة شركة إيجد رقم 405 بشكل روتيني وعادي على الطريق السريع الأول من تل أبيب باتجاه القدس. عند مرور الحافلة بمنطقة نفيه إيلان؛ قامَ شاب فلسطيني يُدعى غانم بهاجمة سائق الحافلة ثم سيطرَ على عجلة القيادة ووجها باتجاه هاوية حادة في إفجيج. حينها لم يكن السائق قادرًا على الاستقرار وتثبيت الحافلة ونتيجة لذلك تدحرجت في عمق الوادي ثم اشتعلت فيها النيران ممّا تسبب في حرق بعض الركاب -بما فيهم صهاينة- وهم على قيدِ الحياة. قُتل خلال الهجوم ستة عشر راكبًا بما في ذلك كنديان وأمريكي واحد فيما أُصيب 27 آخرين بجروح متفاوتة الخطورة. سمعَ طلاب مدرسة في يشيفا صراخ الركاب فهرعوا إلى مكان الحادث لتفقد الأمر وتقديم الإسعافات الأولية.

## المنفذ
نجَا المهاجم من الحادث لكنه خرجَ بجروح طفيفة. تلقى العلاج الطبي لكن سلطات الاحتلال سارعت لإلقاء القبض عليه. اتضح خلال التحقيقات أن المهاجِمَ كان يبلغ من العمر 25 عاما وهو أحد أعضاء حركة الجهاد الإسلامي. يُدعى عبد الهادي غانم وقدْ نشأ في مخيم النصيرات وهو مخيم للاجئين في غزة. أُدين غانم خلال الهجوم وحُكم عليه بالسجن مدى الحياة بتهمة القتل والاختطاف والإرهاب. بحلول 18 تشرين الأول/أكتوبر 2011؛ عاد غانم إلى أسرته في غزة كجزء من صفقة لتبادل الأسرى بين «إسرائيل» وحركة المقاومة حماس.